# 타이완 에스페란토 협회
타이완 에스페란토 협회(台灣世界語協會)는 타이완의 에스페란토 협회이다.
1920년대와 1930년대에 일본 통치하의 대만, 특히 타이베이에서 활동했다. 그 전신은 1913년 고다마 시로(児玉四郎)가 창설한 일본에스페란토협회 대만지부였다. 이 협회는 공식 월간지인 La Verda Ombro(1919-1924)를 해외의 비슷한 생각을 가진 많은 학회와 교환했다. 저명한 정치 활동가 런 온쿄(連温卿)가 편집장을 맡았다.
1930년대 초반에 학회는 에스페란토 보급과는 무관한 국제주의적 정치에 적극적이었다. 예를 들어, 1932년에는 일본의 만주 침략을 비난하는 주요 신문에 기사를 게재하려고 시도했다. 이 기사는 일본 당국에 의해 검열되었다. 이듬해에는 아돌프 히틀러에 항의하는 동맹에 참여했다.